# Kirby Minter
James Kirby Minter (Marietta, 23 novembre 1929 – Oklahoma City, 11 agosto 2009) è stato un cestista statunitense, attivo a livello amatoriale nella AAU e campione del mondo nel 1954.

## Carriera
Con gli Stati Uniti ha disputato il Campionato del mondo del 1954, vincendo la medaglia d'oro.

## Palmarès
- MVP dei mondiali: 1

1954
- FIBA World Cup All-Tournament Teams: 1

1954